# Viktor IV (1159–1164)
Viktor IV, Ottaviano di Monticelli, född i Sabina, valdes efter Hadrianus IV:s död, med stöd från kejsar Fredrik Barbarossa, den 7 september 1159 till motpåve mot Alexander III. Han gavs stöd av de kejserliga synoderna i Pavia (1160) och Lodi, men förmådde likväl inte göra sig gällande mot Alexander. De båda rivalerna bannlyste varandra gång på gång.
Märkligt nog tog han sig namnet "Viktor IV", trots att han borde ha hetat "Viktor V". Han avled i Lucca den 20 april 1164.

## Kardinalskap
- Kardinaldiakon av San Nicola in Carcere: 1138–1151
- Kardinalpräst av Santa Cecilia in Trastevere: 1151–1159